# Tencent Binhai Mansion
Tencent Binhai Mansion (chiń. 腾讯滨海大厦) lub Tencent Seafront Towers – bliźniacze wieżowce w Houhai w dzielnicy Nanshan w chińskim mieście Shenzhen. Budowa budynków rozpoczęła się w 2012 roku. Zostały one ukończone w lutym 2015 r. i w pełni oddane do użytku w pierwszej połowie 2017. Właścicielem budynków jest Tencent, jedna z największych chińskich firm technologicznych i internetowych, największy na świecie konglomerat inwestycyjny. Usytuowane na skrzyżowaniu bulwarów Binhai i Nanhai, budynki mają wysokość 248 i 194 m, odpowiednio 50 i 41 pięter. Obie wieże spinają 3 łączniki.
Budynki otrzymały dwie nagrody za swoją unikalną architekturę.